# 梁作堂
梁作堂 (1964年—)，山东大学粒子物理与粒子辐照教育部重点实验室教授，主要从事粒子物理理论方面的研究工作。担任中国物理学会常务理事，入选中华人民共和国教育部2009年度"长江学者"特聘教授。